# Phare du cap Sarichef
Le phare du cap Sarichef est un phare situé sur la partie ouest de l'Île Unimak marquant la séparation entre l'océan Pacifique et la mer de Béring, dans les îles Aléoutiennes.
C'est le phare occidental le plus isolé d'Amérique du Nord. Son premier bâtiment, érigé en 1904, a été le second phare construit en Alaska (après le phare du cap Scotch), et le seul sur la mer de Béring. Actuellement, le phare est automatisé, et sa balise se trouve sur une tour métallique adjacente.
Le nom de « cap Sarichef » a été donné en 1816 par Otto von Kotzebue en l'honneur de l'amiral Gavriil Sarytchev de la Marine impériale russe.

## Histoire
Le phare d'origine était une tour en bois, de forme octogonale, haute de 45 pieds (14 m), son feu était à 126 pieds (38 m) au-dessus du niveau de la mer. Son complet isolement rendait son approvisionnement très difficile, à tel point que les gardiens pouvaient ne pas être ravitaillés pendant plusieurs mois. La station était aussi fermée entre décembre et mars, la mer de Béring étant gelée. Compte tenu des très difficiles conditions de vie, les gardiens, qui ne pouvaient pas faire venir leur famille, bénéficiaient d'une année complète de repos tous les quatre ans de service.
Après le tsunami qui, en 1946 a détruit le phare du cap Scotch en tuant ses cinq gardiens, le phare du cap Sarichef a été rasé pour des raisons de sécurité et reconstruit en 1950, incluant une nouvelle balise radio LORAN.
La station a été automatisée en 1979, tandis qu'un nouveau feu était érigé sur une tour métallique voisine. L'ancien feu, la corne de brume, et l'ancienne balise radio ont été éteints. Les bâtiments ont été à leur tour détruits en 1999.

## Sources
- (en) USCG
- (en) NPS

- (en) Cet article est partiellement ou en totalité issu de l’article de Wikipédia en anglais intitulé « Cape Sarichef Light » (voir la liste des auteurs).